# Gunship
Gunship es un videojuego de simulador de vuelo de combate desarrollado y publicado por MicroProse en 1986. En el juego, controlando un simulador de helicóptero Apache AH-64, los jugadores navegan a través de misiones para atacar objetivos enemigos y proteger fuerzas amigas. Comercial y críticamente exitoso, Gunship fue seguido por Gunship 2000 y Gunship!.

## Jugabilidad
El juego presenta misiones en siete regiones, incluidos los EE. UU. (Entrenamiento), el Sudeste Asiático (1.ª División de Caballería Aérea), América Central (82.ª División Aerotransportada), Oriente Medio (101.ª División Aerotransportada) y Europa Occidental (3.ª División Blindada). [2 ] Después de seleccionar la región, el estilo y los enemigos, al piloto se le asigna una misión principal y una misión secundaria. Estos podrían incluir objetivos como "Destruir la sede del enemigo" o "Apoyar tropas amigas" (es decir, destruir objetivos cercanos a fuerzas amigas). Esta última sería una misión más fácil, porque la batalla se libraría más cerca de líneas amistosas.
El piloto luego arma el 
helicóptero de combate Apache, generalmente seleccionando misiles AGM-114 Hellfire aire-tierra (misiles guiados que destruyen objetivos "duros" como búnkeres y tanques), FFARs (cohetes aéreos de aleta plegable; cohetes no guiados que destruyen "suave" objetivos como infantería e instalaciones), y rondas HEDP (Alto Explosivo, Doble Propósito) para el cañón de 30 mm (un arma de uso múltiple con un alcance máximo de 1.5 km); En América Central, Medio Oriente y Europa Occidental, los AIM-9 Sidewinders también serían equipos estándar, generalmente como un arma de aire a aire de respaldo en caso de falla del cañón.
Los jugadores pacientes pueden moverse en saltos cortos, agacharse detrás de las colinas para bloquear la línea de visión del enemigo y aparecer repentinamente para atacar. Los jugadores más agresivos generalmente vuelan rápido y erráticamente para evadir el fuego enemigo, volando en baja para lanzar ataques de cañón devastadores a corta distancia. Como el tiempo de vuelo es un componente de la evaluación de la misión, cualquiera de los dos métodos tiene sus ventajas. Este último, sin embargo, puede ser bastante peligroso contra los enemigos de 1.ª línea cuyos rápidos tiempos de reacción pueden hacer que el helicóptero sea golpeado con un fuego implacable.
La mayoría de los disparos enemigos, especialmente los de pequeño calibre, son desviados por la armadura, pero algunos causarán daños en los sistemas. Después de suficientes golpes dañinos, la integridad estructural fallará, causando una falla general de energía. Esto se manifiesta en un apagón de doble motor, que garantiza un aterrizaje de emergencia. Un aterrizaje de emergencia por un piloto gravemente herido en territorio enemigo hace que se convierta en Desaparecido en Acción. Si el piloto aterriza sin lesiones graves, puede escapar a la base y vivir para pelear otro día.
No hay límite de tiempo definido en el juego. Un jugador puede regresar a cualquier número de Puntos de Reabastecimiento del Área Avanzada para ser rearmado, repostado y reparado el daño. Regresando a la base terminará la misión. Idealmente, el piloto completa ambas misiones, derriba a otros objetivos y regresa a la base en 20 minutos.
No hay final para Gunship. Las promociones se detienen una vez que un piloto llega al rango de coronel, aunque puede continuar acumulando medallas, como el Corazón Púrpura, la Medalla Aérea, la Estrella de Bronce, la Estrella de Plata, la Cruz de Servicio Distinguido y la Medalla de Honor y retirarse con una promoción final a general de brigada. Ninguna medalla en este juego es un requisito previo para ganar otras (el requisito de derribar a dos Hinds en una misión por la Medalla de Honor llevó a algunos a creer que no era posible ganarla antes de ganar medallas más bajas). Las medallas repetidas son más difíciles de ganar que la primera. Los criterios para ganar medallas se basan en los tipos de objetivos destruidos, el número de objetivos destruidos, los objetivos cumplidos, el tiempo transcurrido y, a veces, si el piloto está herido o no. Como en la vida real, las medallas en este juego pueden ser otorgadas póstumamente.

## Desarrollo y lanzamiento
MicroProse pretendía que Gunship simulara un helicóptero urbano similar al Blue Thunder, pero descubrió que los gráficos de la ciudad eran demasiado difíciles. En su lugar, usó herramientas desarrolladas para el F-15 Strike Eagle para crear otra simulación militar. El juego se lanzó en 1986 para PC DOS, Atari ST, Amiga, Commodore 64, FM Towns, MSX, PC-98, Sharp X68000 y ZX Spectrum.
Gunship también fue portado al Sega Mega Drive por los U.S. Gold en 1993. Sin embargo, esta versión del juego se diferenció de las otras al ofrecer más juegos de estilo arcade y escenarios de Matamarcianos horizontal.

## Recepción
Gunship fue el tercer juego de Commodore más vendido de MicroProse a finales de 1987. Sus ventas habían superado las 250,000 copias en noviembre de 1989.
La revista Info otorgó a Gunship para Commodore 64 cinco estrellas de cada cinco, y lo describió como "sin calificación, el mejor simulador de vuelo de combate jamás lanzado para una computadora de 8 bits". Elogiando sus gráficos, armas, sonido, controles, física y documentación, la revista llegó a la conclusión de que era "PRIME!" Computer Gaming World declaró "este crítico recomienda sinceramente Gunship ... Una calificación de cinco estrellas (mi nivel más alto) es bien merecido". En una encuesta de 1994 sobre los juegos de guerra, la revista le dio al título tres estrellas de cada cinco, afirmando que "Cuando se lanzó inicialmente, esta fue LA simulación del helicóptero".
Gunship ganó el premio al mejor juego de simulación del año según los lectores de Crash. En 1987, Computer Gaming World nombró a Gunship como su juego de acción del año, en 1988 el juego se unió al Salón de la Fama de la revista para juegos altamente calificados por los lectores, y en 1996, la revista lo clasificó como El 102.º mejor juego de todos los tiempos.

## Legado
MicroProse lanzó un juego de seguimiento, Gunship 2000, para varias plataformas entre 1991 y 1996. Su sucesor, Gunship!, siguió en 1999 solo para PC con Windows.